# Крижаний смерч
Крижаний смерч (Ice Twisters) — канадсько-американський телевізійний науково-фантастичний фільм, знятий режисером Стівеном Р. Монро та показаний на «Syfy» 14 листопада 2009 року. Фільм вийшов на DVD у квітні 2010 року, дистриб'ютор — компанія «First Look Studios».

## Про фільм
Чарлі Прайс, колишній учений, пише наукову фантастику. Він починає презентувати один із своїх романів, коли експерименти Федерального наукового фонду з погодою виходять з-під контролю та стають катастрофічними.

## Знімались
| Актор            | Роль    |
| ---------------- | ------- |
| Марк Мозес       | Чарлі   |
| Камілль Салліван | Джоанна |
| Кай-Ерік Еріксен | Ерік    |
| Алекс Захара     | Деймон  |
| Раян Кеннеді     | Гері    |
| Луїза Д'Олівейра | Ешлі    |
| Челан Сіммонс    | Нора    |
| Роберт Молоні    | Франк   |
| Інгрід Торранс   | Торранс |